# Ehlen (Habichtswald)
Ehlen ist ein Ortsteil der Gemeinde Habichtswald im nordhessischen Landkreis Kassel.

## Geographische Lage
Ehlen liegt im Naturpark Habichtswald etwa 13,5 Kilometer (Luftlinie) westlich der Kasseler Innenstadt zwischen dem Zierenberger Kernort im Nordnordwesten, dem Habichtswalder Ortsteil Dörnberg im Nordosten, Breitenbach im Süden, Martinhagen im Südsüdwesten und Burghasungen im Westen. Nordöstlich des auf etwa 320 bis 375 m ü. NHN gelegenen Dorfs erhebt sich der Hohe Dörnberg (578,7 m), südöstlich der Essigberg (ca. 597,5 m), westlich der Burghasunger Berg (479,7 m) und nordwestlich der Große Bärenberg (600,7 m). Direkt westlich vorbei an Ehlen fließt in Süd-Nord-Richtung die Warme. Hindurch führt zwischen Burghasungen und Dörnberg die Bundesstraße 251 (Brilon–Kassel); diese kreuzt im Dorf die Landesstraße 3220 (Zierenberg–Breitenbach).
Zu Ehlen gehört auch das Gut Bodenhausen, ein ehemaliges Rittergut etwa 1,5 km nordwestlich des Dorfs im Tal der Warme.

## Geschichte

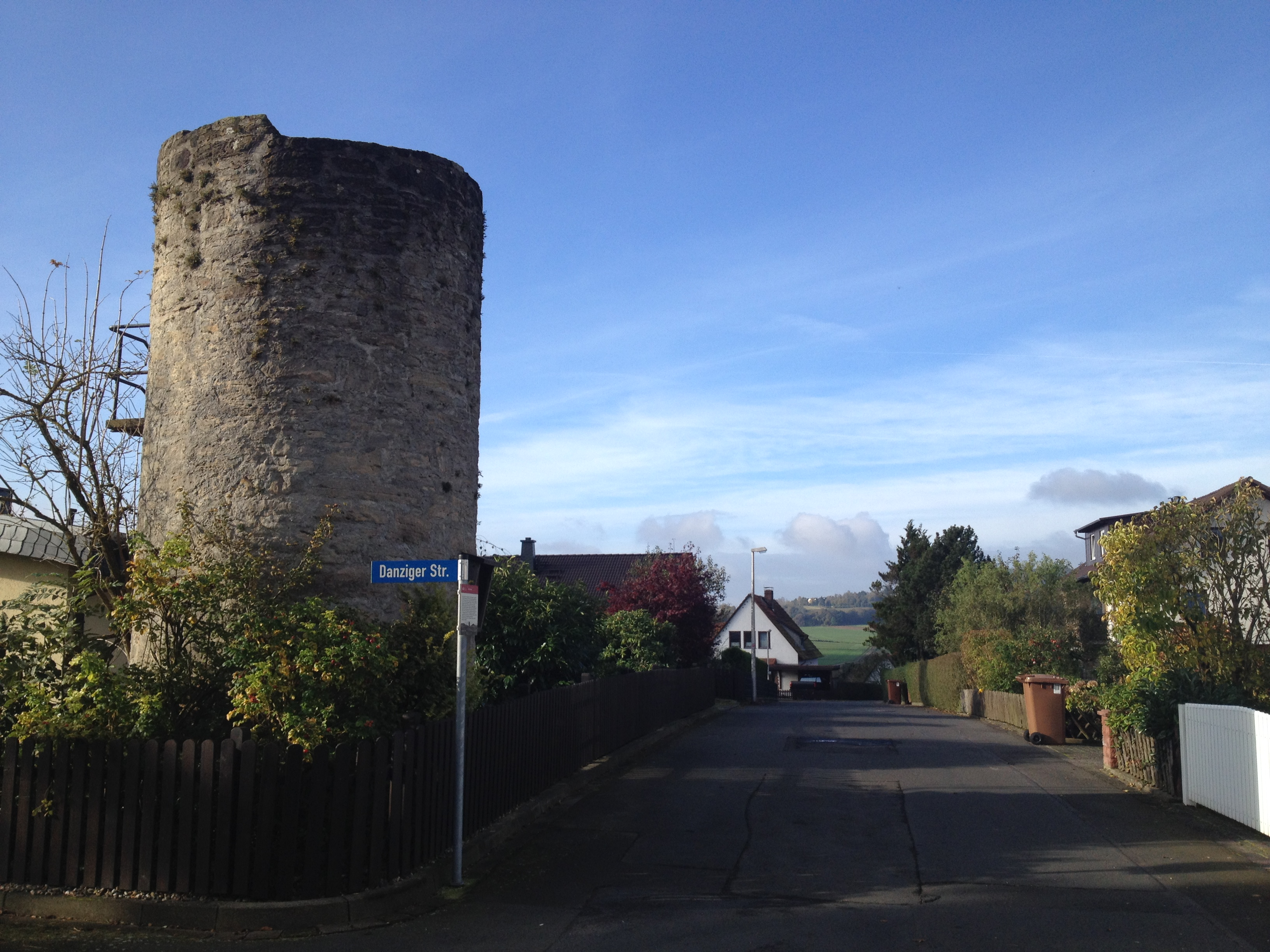
Ehlener Warte (aus dem 14. Jahrhundert)

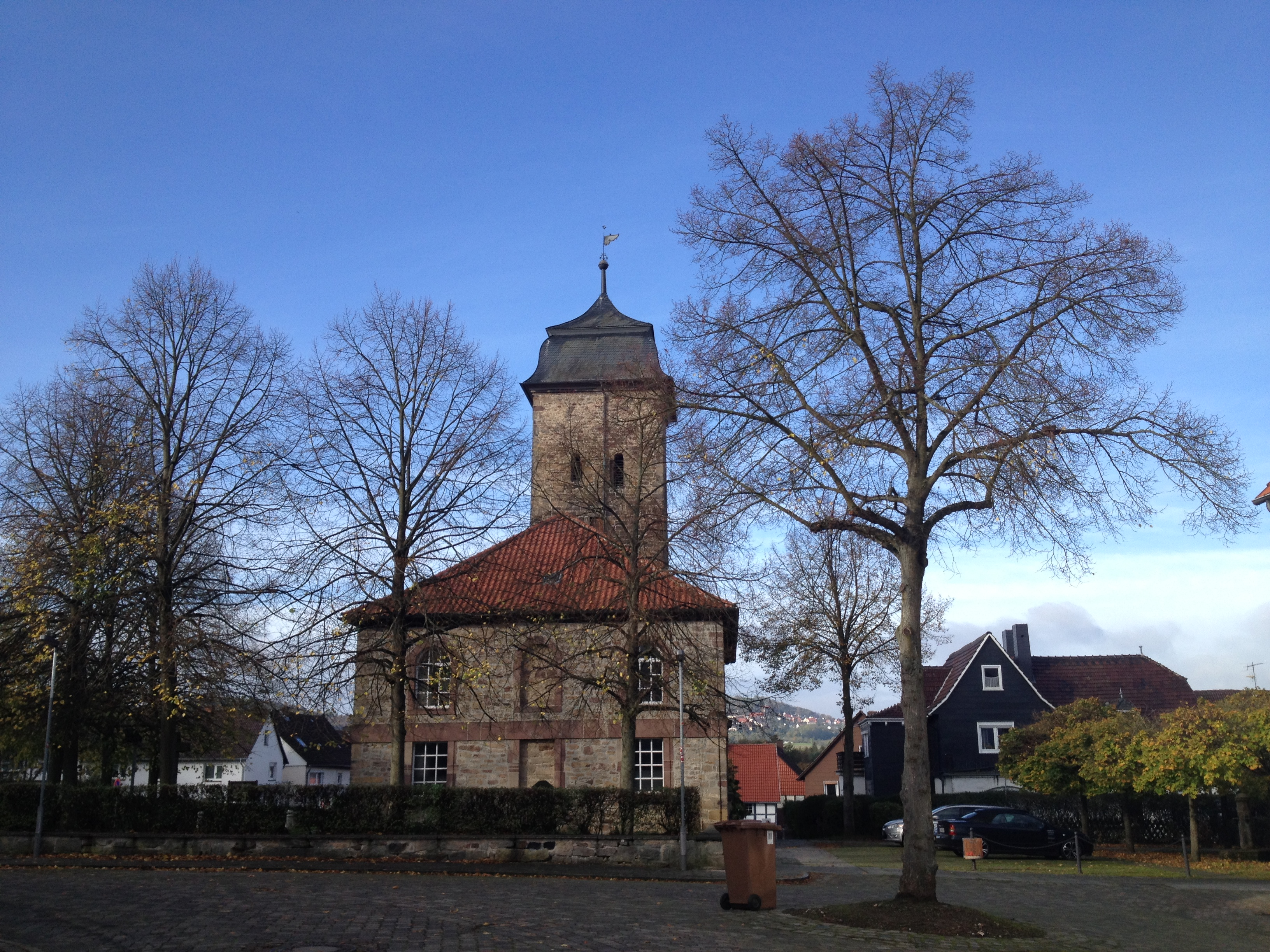
Evangelische Kirche von Ehlen

Die älteste bekannte schriftliche Erwähnung von Ehlen erfolgte unter dem Namen Elheno um das Jahr 1015.
Im Jahr 1024 wurde der Ort als in einer Schenkungsurkunde des Klosters Hasungen erwähnt. Es wird vermutet, dass der Name Ehlen auf die altertümliche Bezeichnung Elen für den Elch verweist. Ältestes gebliebenes Zeugnis ist ein Flachrelief aus dem 11. Jahrhundert in der Steinscheuer, einer ehemaligen Kapelle. Sehenswert ist die Kirche, deren Turm im 12. Jahrhundert als Wehrturm erbaut wurde. Im 17. Jahrhundert kam das Kirchenschiff dazu. Auch die alte Schmiede „Schnegelsberg“, die völlig restauriert wurde, zählt zu den Sehenswürdigkeiten. Die Ehlener Warte in einem Neubaugebiet im Norden des Orts stammt aus dem frühen 14. Jahrhundert; sie ist in Privatbesitz und kann nur von außen besichtigt werden.  
Etwa 2 km südwestlich von Ehlen im Tal der Warme befindet sich die so genannte „Töpfereiwüstung Ropperode“, an deren Stelle später ein Gutshof stand.
Im Zuge der Gebietsreform in Hessen fusionierten die bis dahin selbständigen Gemeinden Dörnberg und Ehlen zum 31. Dezember 1971 freiwillig zur neuen Gemeinde Habichtswald. Ortsbezirke nach der Hessischen Gemeindeordnung wurden nicht errichtet.

## Bevölkerung
Einwohnerstruktur 2011
Nach den Erhebungen des Zensus 2011 lebten am Stichtag, dem 9. Mai 2011, in Ehlen 2721 Einwohner. Darunter waren keine 63 (2,3 %). Nach dem Lebensalter waren 507 Einwohner unter 18 Jahren, 1104 zwischen 18 und 49, 576 zwischen 50 und 64 und 534 Einwohner waren 65 und älter. Die Einwohner lebten in 1182 Haushalten. Davon waren 297 Singlehaushalte, 345 Paare ohne Kinder und 405 Paare mit Kindern, sowie 111 Alleinerziehende und 24 Wohngemeinschaften. In 231 Haushalten lebten ausschließlich Senioren und in 195 Haushaltungen lebten keine Senioren.
Einwohnerentwicklung
| Quelle: Historisches Ortslexikon |                  |
| • 1585:                          | 59 Haushaltungen |
| • 1747:                          | 64 Haushaltungen |

| Ehlen: Einwohnerzahlen von 1793 bis 2020 | Ehlen: Einwohnerzahlen von 1793 bis 2020 | Ehlen: Einwohnerzahlen von 1793 bis 2020 | Ehlen: Einwohnerzahlen von 1793 bis 2020 | Ehlen: Einwohnerzahlen von 1793 bis 2020 |
| --- | ---------------------------------------- | ---------------------------------------- | ---------------------------------------- | ---------------------------------------- |
| Jahr |                                          |                                          |                                          | Einwohner                                |
| 1793 | 1793                                     |                                          | 492                                      | 492                                      |
| 1800 | 1800                                     |                                          | ?                                        | ?                                        |
| 1834 | 1834                                     |                                          | 758                                      | 758                                      |
| 1840 | 1840                                     |                                          | 743                                      | 743                                      |
| 1846 | 1846                                     |                                          | 761                                      | 761                                      |
| 1852 | 1852                                     |                                          | 745                                      | 745                                      |
| 1858 | 1858                                     |                                          | 702                                      | 702                                      |
| 1864 | 1864                                     |                                          | 680                                      | 680                                      |
| 1871 | 1871                                     |                                          | 723                                      | 723                                      |
| 1875 | 1875                                     |                                          | 726                                      | 726                                      |
| 1885 | 1885                                     |                                          | 767                                      | 767                                      |
| 1895 | 1895                                     |                                          | 795                                      | 795                                      |
| 1905 | 1905                                     |                                          | 771                                      | 771                                      |
| 1910 | 1910                                     |                                          | 706                                      | 706                                      |
| 1925 | 1925                                     |                                          | 901                                      | 901                                      |
| 1939 | 1939                                     |                                          | 1.024                                    | 1.024                                    |
| 1946 | 1946                                     |                                          | 1.420                                    | 1.420                                    |
| 1950 | 1950                                     |                                          | 1.454                                    | 1.454                                    |
| 1956 | 1956                                     |                                          | 1.332                                    | 1.332                                    |
| 1961 | 1961                                     |                                          | 1.397                                    | 1.397                                    |
| 1967 | 1967                                     |                                          | 1.647                                    | 1.647                                    |
| 1970 | 1970                                     |                                          | 1.686                                    | 1.686                                    |
| 1980 | 1980                                     |                                          | ?                                        | ?                                        |
| 1990 | 1990                                     |                                          | ?                                        | ?                                        |
| 2000 | 2000                                     |                                          | ?                                        | ?                                        |
| 2011 | 2011                                     |                                          | 2.721                                    | 2.721                                    |
| 2014 | 2014                                     |                                          | 2.705                                    | 2.705                                    |
| 2020 | 2020                                     |                                          | 2.739                                    | 2.739                                    |
| Datenquelle: Historisches Gemeindeverzeichnis für Hessen: Die Bevölkerung der Gemeinden 1834 bis 1967. Wiesbaden: Hessisches Statistisches Landesamt, 1968. Weitere Quellen: LAGIS; Gemeinde Habichtswald; Zensus 2011 |                                          |                                          |                                          |                                          |

Historische Religionszugehörigkeit
| Quelle: Historisches Ortslexikon |                                                                      |
| • 1885:                          | 694 evangelische (= 99,43 %), 4 katholische (= 0,57 %) Einwohner     |
| • 1961:                          | 1241 evangelische (= 88,83 %), 140 katholische (= 10,02 %) Einwohner |

Historische Erwerbstätigkeit
| • 1793 | 40 Acker-, 8 Köther- und 11 Beisitzerfamilien, davon 7 Schneider, 9 Schumacher, zwei Müller, ein Wirt, ein Zimmermann, ein Schreiner, drei Wagner, zwei Schmiede |

## Persönlichkeiten
- Tilemann Elhen von Wolfhagen (* 1347?; † spätestens 1406), Chronist
- Karl Heinrich Sohl (1883–1963), Bauunternehmer, Bürgermeister (NSDAP) und Abgeordneter des Provinziallandtages der Provinz Hessen-Nassau